# Julia (film din 1977)
Julia (titlul original: în engleză Julia)  este un film din 1977 regizat de Fred Zinnemann. În distribuție figurează actrițele Meryl Streep, Jane Fonda și Vanessa Redgrave.

## Distribuție
- Jane Fonda – Lillian
- Vanessa Redgrave – Julia
- Jason Robards – Hammett
- Hal Holbrook – Alan
- Rosemary Murphy – Dottie
- Maximilian Schell – Johann
- Dora Doll – Woman Passenger
- Elisabeth Mortensen – Girl Passenger
- Meryl Streep – Anne Marie
- John Glover – Sammy
- Lisa Pelikan – Young Julia
- Susan Jones – Young Lillian
- Maurice Denham – Undertaker
- Gerard Buhr – Passport Officer
- Cathleen Nesbitt – Grandmother
- Lambert Wilson –

## Legături externe
- Julia la Internet Movie Database
- Julia la Rotten Tomatoes